# Фінал кубка Англії з футболу 1946
Фінал кубка Англії з футболу 1946 — 65-й фінал найстарішого футбольного кубка у світі. Учасниками фіналу були «Дербі Каунті» і «Чарльтон Атлетік». Володарем кубкового трофею став «Дербі Каунті».

## Шлях до фіналу
| «Дербі Каунті»             | «Дербі Каунті» | «Дербі Каунті»                                                       | Раунд           | «Чарльтон Атлетік»        | «Чарльтон Атлетік» | «Чарльтон Атлетік»       |
| -------------------------- | -------------- | -------------------------------------------------------------------- | --------------- | ------------------------- | ------------------ | ------------------------ |
| Суперник                   | Результат      | Матчі                                                                |                 | Суперник                  | Результат          | Матчі                    |
| «Лутон Таун»               | 9—0            | 6—0 на виїзді, 3—0 вдома                                             | Третій раунд    | «Фулгем»                  | 4—3                | 3—1 вдома, 1—2 на виїзді |
| «Вест-Бромвіч Альбіон»     | 4—1            | 1—0 вдома, 3—1 на виїзді                                             | Четвертий раунд | «Вулвергемптон Вондерерз» | 6—3                | 5—2 вдома, 1—1 на виїзді |
| «Брайтон енд Гоув Альбіон» | 10—1           | 4—1 на виїзді, 6—0 вдома                                             | П'ятий раунд    | «Престон Норт-Енд»        | 7—1                | 1—1 на виїзді, 6—0 вдома |
| «Астон Вілла»              | 5—4            | 4—3 на виїзді, 1—1 вдома                                             | Шостий раунд    | «Брентфорд»               | 9—4                | 6—3 вдома, 3—1 на виїзді |
| «Бірмінгем Сіті»           | 5—1            | 1—1 на нейтральному полі, 4—0 дч на нейтральному полі (перегравання) | 1/2 фіналу      | «Болтон Вондерерз»        | 2—0                | 2—0 на нейтральному полі |

## Матч
| 27 квітня 1946 |

| Дербі Каунті                                   | 4:1 дч   | Чарльтон Атлетік |
| ---------------------------------------------- | -------- | ---------------- |
| Б.Тернер 85' (аг) Догерті 92' Стемпс 97', 106' | Протокол | Б.Тернер 86'     |

| Вемблі, Лондон Глядачів: 98 000 Арбітр: Едді Сміт |

|  |  |

|                  |  |                  |  |
|                  |  |                  |  |
| В                |  | Вік Вудлі        |  |
| З                |  | Джек Гоув        |  |
| З                |  | Джек Ніколас (к) |  |
| ПЗ               |  | Чік Массон       |  |
| ПЗ               |  | Леон Льюті       |  |
| ПЗ               |  | Джим Балліонс    |  |
| Н                |  | Деллі Данкан     |  |
| Н                |  | Пітер Догерті    |  |
| Н                |  | Джекі Стемпс     |  |
| Н                |  | Рейч Картер      |  |
| Н                |  | Рег Гаррісон     |  |
| Головний тренер: |  |                  |  |
| Стюарт Макміллан |  |                  |  |

|                  |  |               |  |
|                  |  |               |  |
| В                |  | Сем Бартрем   |  |
| З                |  | Джек Шрів     |  |
| З                |  | Гарольд Фіппс |  |
| ПЗ               |  | Берт Джонсон  |  |
| ПЗ               |  | Джек Оукс     |  |
| ПЗ               |  | Берт Тернер   |  |
| Н                |  | Кріс Даффі    |  |
| Н                |  | Дон Велш (к)  |  |
| Н                |  | Артур Тернер  |  |
| Н                |  | Сейлор Браун  |  |
| Н                |  | Лес Фелл      |  |
| Головний тренер: |  |               |  |
| Джиммі Сід       |  |               |  |